# Tíndaris

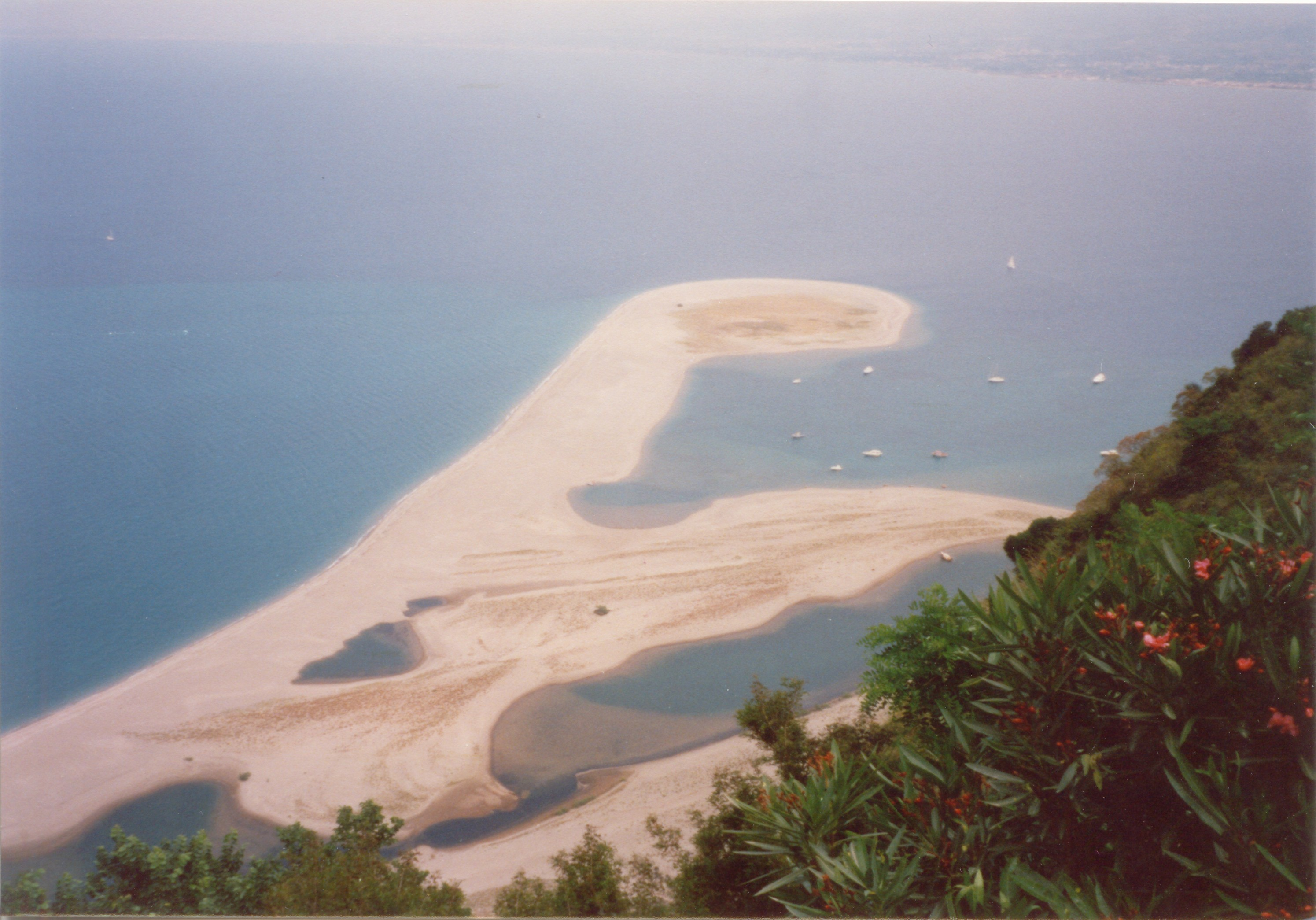
Laguna de Tindari.

Tíndaris ou Tindário (em grego: Τυνδαρίς, estrab.; Τυνδάριον, ptol.) é uma pequena localidade (uma frazione) no comuna de Patti, na Província de Messina na Sicília, entre Barcellona Pozzo di Gotto e Cefalù.   
Tíndaris foi importante cidade na Antiguidade, sendo hoje um famoso santuário dedicado à Virgem, também conhecida pelo poema "Vento a Tindari", escrito pelo Nobel de Literatura Salvatore Quasimodo.

## Histórico
Tíndaris situava-se sobre uma colina íngreme e alta que se projeta como promontório sobre uma ampla baía do mar Tirreno, tendo a Punta de Milazzo ao leste e o Cabo Calaviá ao oeste, e distava - segundo os itinerários antigos - 36 milhas de Messana (atual Messina). Era uma cidade da Grécia, e uma das últimas cidades sicilianas que podem reivindicar uma origem puramente grega, tendo sido fundada por Dionísio, o Velho em 396 ou 395 a.C. Seus colonos originais foram os remanescentes dos messênios exilados, que foram guiados pelo Naupacto, Zacinto, e o Peloponeso pelos espartanos após o fim da Guerra do Peloponeso. Estes haviam primeiramente sido estabelecidos por Dionísio em Messana, quando ele repovoou a cidade; mas os espartanos sentiram-se ofendidos, e foram então transferidos para o lugar de Tíndaris que havia sido previamente incluída no território de Abaceno. Os colonos então batizaram a cidade como Tíndaris, em honra às suas divindades nativas, os Tindáridas (Tyndaridae) ou Dióscuros, filhos de Tíndaro, e prontamente receberam cidadãos novos de outros lugares, logo elevando a população local a cinco mil cidadãos. Isto elevou a nova cidade a um lugar de grande importância.

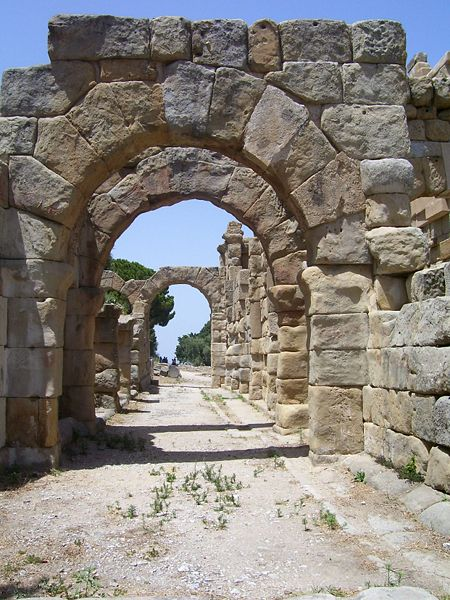
Ruínas gregas, em Tíndaris

É novamente mencionada em 344 a.C., quando foi uma das primeiras cidades que declararam apoio a Timoleonte após seu desembarque na Sicília. Num período posterior é novamente mencionada como aderindo à causa de Hieron, e o apoiando durante sua guerra contra os mamertinos, em 269 a.C.. Nesta ocasião ele posicionou suas tropas em Tíndaris, à esquerda, e em Tauromênio (moderna Taormina), à direita. Realmente a posição privilegiada de Tíndaris a tornava um importante ponto estratégico no Tirreno, assim como Tauromênio estava para o mar da Sicília, e consequentemente são citadas nas guerras subsequentes. Na Primeira Guerra Púnica era no começo tributária de Cartago; mas os cidadãos, alarmados com o crescente poder dos romanos, estavam a ponto de revoltar-se em favor destes, mas foram contidos pelos cartagineses que, para tal, sequestraram os principais cidadãos e os mantiveram reféns. Em 257 a.C. ocorre nas suas proximidades a batalha de Tíndaris, entre seus habitantes e os de Lípara, onde uma frota romana sob comando de Marco Atílio Régulo obtém alguma vantagem sobre a armada cartaginesa, mas sem qualquer efetivo resultado positivo. A frota romana é descrita naquela ocasião como margeando o promontório de Tíndaris, mas a cidade contudo não caiu em suas mãos, e isto não ocorreu até quando da queda de Panormo (atual Palermo), em 254 a.C., quando os tindarenses expulsaram a guarnição cartaginesa e se uniu à aliança romana.
Bem pouco se ouve falar de Tíndaris sob o governo romano, mas parece ter sido uma cidade florescente e considerável. Cícero chama-lhe de nobilissima civitas, e sabe-se de seus habitantes atuaram com zelo e fidelidade para com os romanos em várias ocasiões. Entre outras, proveram de armamentos as forças navais de Cipião Africano, fato que em gratidão ele pagou restituindo-lhe uma estátua de Mercúrio que havia sido levada pelos cartagineses, e que continuou sendo um objeto de grande veneração na cidade, até quando foi novamente arrebatada pelo ávido Verres.
Tíndaris foi também uma das dezessete cidades selecionadas pelo Senado romano, aparentemente como uma distinção honorífica, para contribuir com certas oferendas ao templo de Vênus em Érix. mas noutros aspectos não possuía qualquer privilégio particular, e estava na condição de município ordinário, com seus próprios magistrados, senado local, etc., mas era certamente, ao tempo de Cícero, um dos lugares mais consideráveis da ilha. Porém, sofreu severamente com as exações de Verres., e os habitantes, para se vingarem do seu opressor, demoliram sua estátua pública assim que deixou a ilha.
Tíndaris suportou novamente uma parte considerável da guerra entre Sexto Pompeu e Otaviano (36 a.C.). Foi um dos pontos ocupados e fortificados pelo primeiro, ao preparar a defesa dos estreitos sicilianos, mas foi tomada por Agripa após sua vitória naval em Milas, e tornou-se um dos seus bastiões na ofensiva contra Pompeu. Após isto, não se ouve falar mais de Tíndaris na história; mas não há dúvida de que continuou a existir durante o longo período do Império Romano. Estrabão fala dela como um dos lugares ao norte da Sicília que, ao seu tempo, ainda merecia o título de cidade; e Plínio, o Velho dá-lhe o título de colônia". É provável que recebera a condição de colônia sob Augusto, pois encontra-se uma inscrição de Colônia Augusta Tindaritanoro. Plínio menciona uma grande calamidade que a cidade teria sofrido, quando (ele diz) metade da cidade foi engolida pelo mar, provavelmente por conta de um terremoto que teria causado a colina sobre a qual está situada, mas não há qualquer pista sobre a data deste evento; Os Itinerários Antoninos atestam a existência de Tíndaris, ainda como um lugar considerável, no século IV.

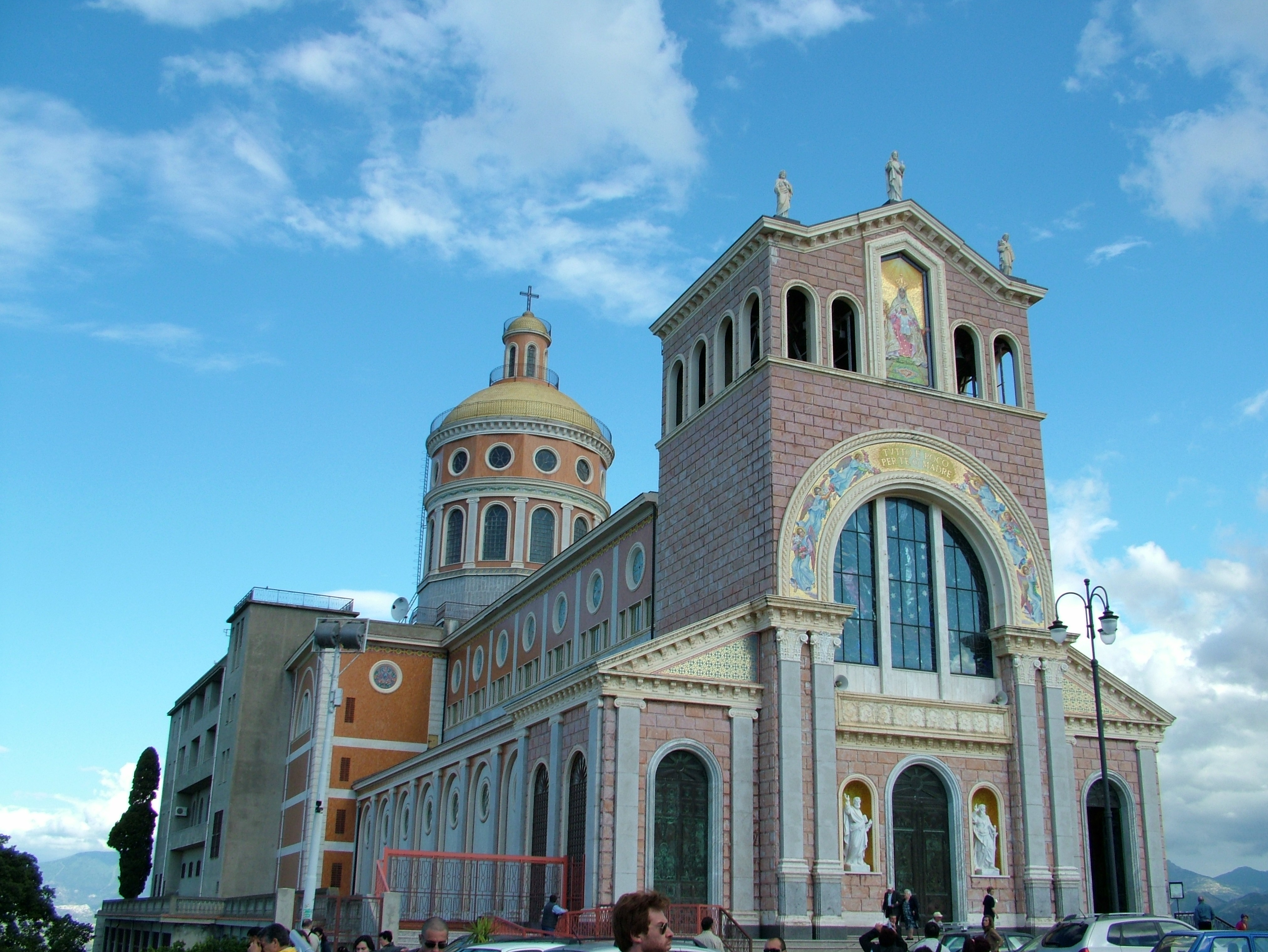
Santuário de Tíndaris.

## Situação atual
Até o século XIX o lugar de Tíndaris estava completamente deserto, mas o nome foi mantido graças a uma igreja, que ocupava o ponto mais elevado da colina onde a cidade situava-se antigamente, e era chamada de Madonna di Tindaro. Sita a cerca de 180 metros acima do nível do mar, é um marco para os marinheiros. Ruínas consideráveis da antiga cidade também são visíveis. Ocupa toda o planalto, ou parte superior do monte, e podem ser encontrados restos de antigas paredes, a intervalos, por toda a beira do precipício, menos em uma parte diante do mar em que o precipício é bastante íngreme. Não é improvável que ali houve um desmoronamento, tal como registrado por Plínio. Dois portões da cidade ainda podem ser distinguidos. Os principais monumentos que podem ser registrados, nas ruínas, são: o teatro, que apresenta restos bastante deteriorados, mas o suficiente para perceber que não possuía grandes dimensões, e que era aparentemente uma construção romana ou, então, assim como o Tauromênio, uma reconstrução romana sobre fundações gregas; um grande edifício com dois belos arcos de pedra, em geral chamado Ginásio, mas cuja real destinação não é determinável; vários outros edifícios dos tempos romanos, mas de caráter incerto, um pavimento com mosaico e alguns túmulos romanos.

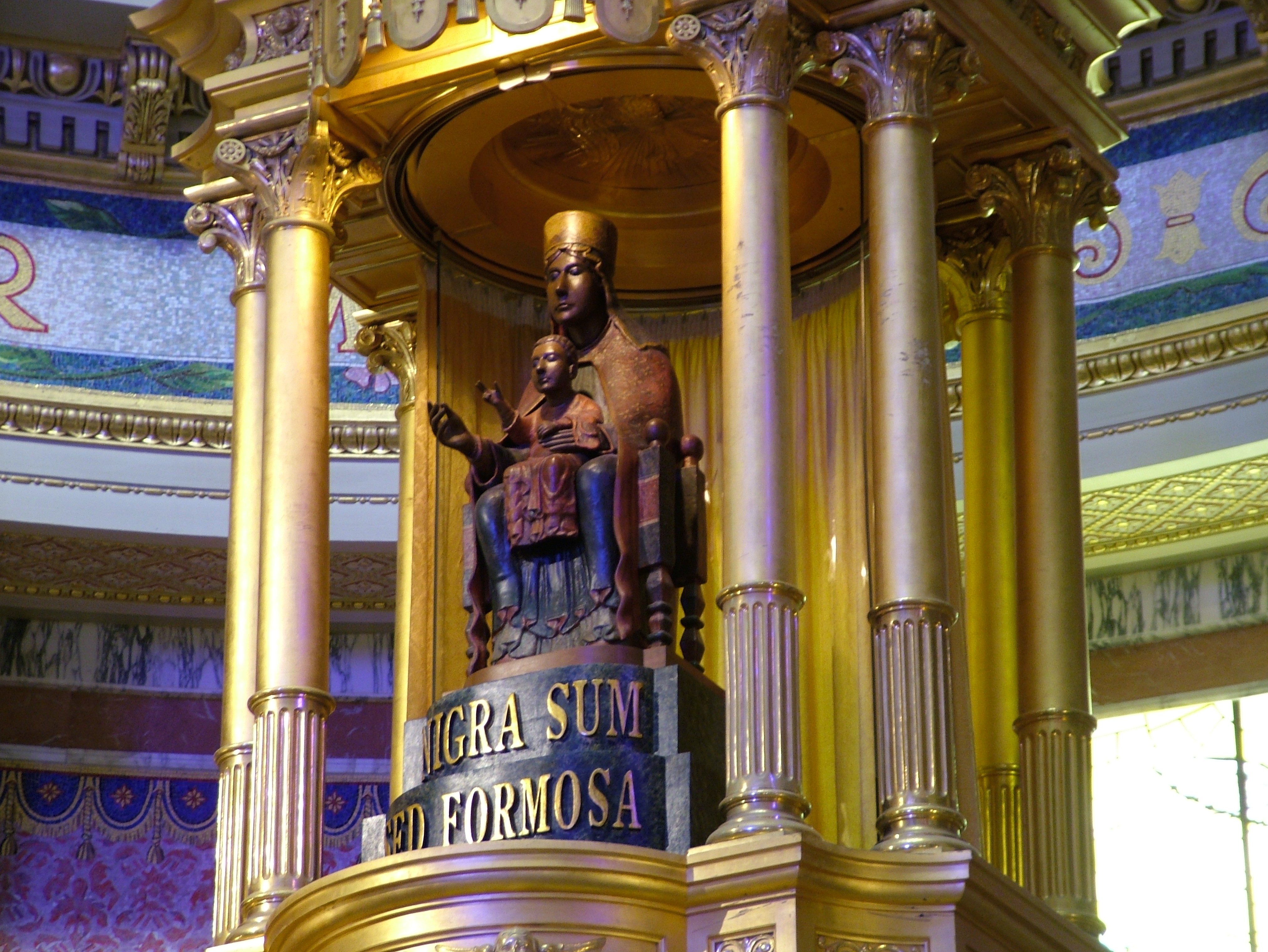
A Madona Negra de Tíndaris, com inscrição NIGRA SUM SED FORMOSA.

Numerosas inscrições, fragmentos de esculturas e de elementos decorativos de arquitetura, bem como moedas, vaso etc., foram também encontrados no sítio.

## Lendas religiosas
Uma lenda local narra que a laguna foi criada após a vinda de um peregrino que chegara para visitar a imagem da Virgem; mas este se recusara a orar porque a madona era negra. Outra diz que uma mulher derrubou um bebê, acidentalmente, no mar e a madona fizera a terra subir para salvar sua criança. As areias de Marinelo têm um formato que lembra a madona de perfil.